# Gare de Haïphong
La gare de Haïphong (vietnamien : Ga Hải Phòng) est une gare ferroviaire vietnamienne située à Haïphong. Elle est à un kilomètre du centre de la ville.
Elle est exploitée par la Régie des chemins de fer du Viêt Nam.

## Situation ferroviaire
La gare de Haïphong est notamment l'une des têtes de ligne du chemin de fer Hanoï-Haïphong, qui traverse le pays jusqu'à la gare de Hanoï.

## Histoire

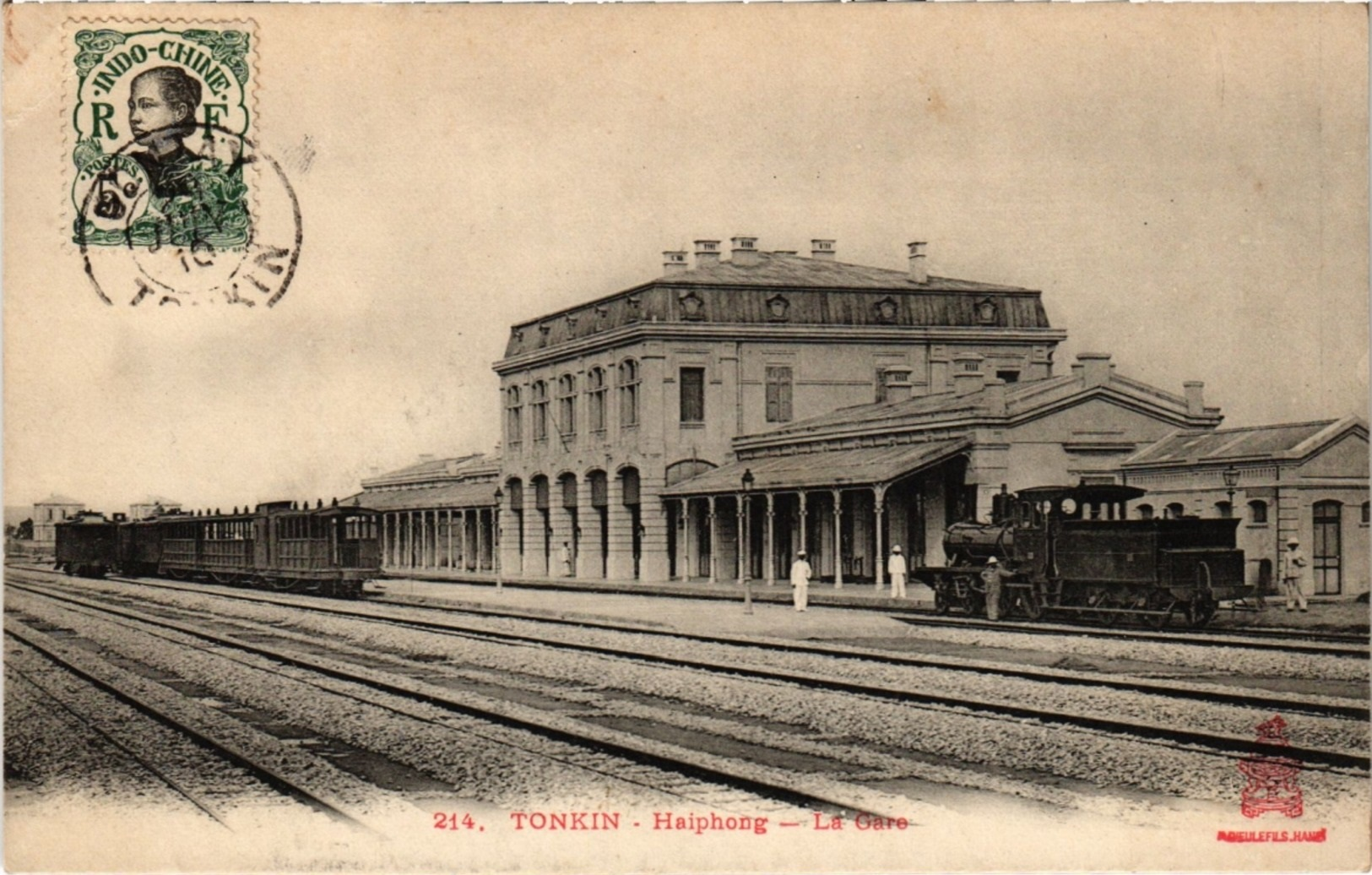

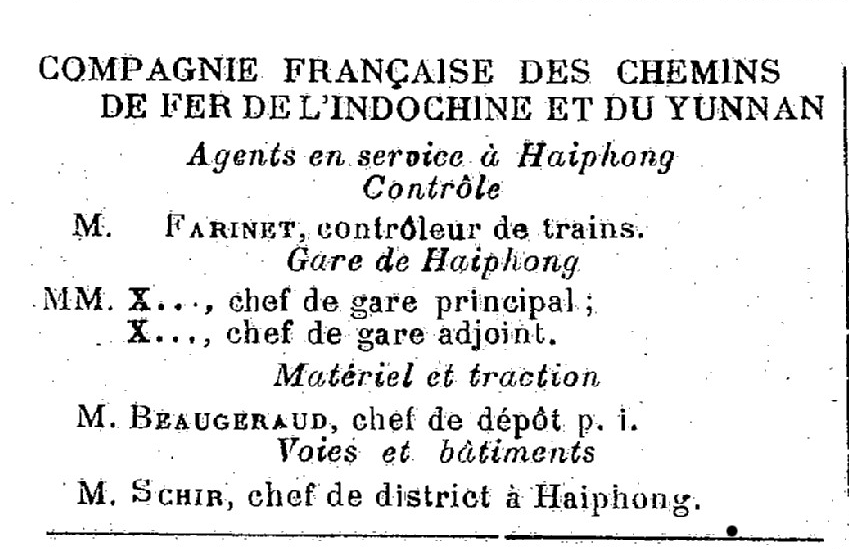
Publicité d'un annuaire de 1923 pour la gare.

Cette gare a été construite par les Français au début du XXe siècle, à l'époque de l'Indochine française.
En 1908 (lors de la période de l'Indochine française), la gare sert de lieu d'expédition du pétrole transporté par des wagons réservoirs, ainsi que le transport du riz, du maïs et de l'étain brut. La gare offre aussi un lieu de chargement ou de déchargement de véhicules motorisés (voitures, tracteurs, automotrices) mais annonce que "Le chargement et le déchargement doivent être faits par les expéditeurs et les destinataires, à leurs risques et périls".